# Hajdúsámson

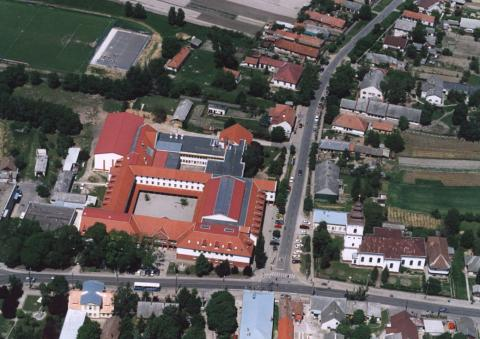
Hajdúsámson ur fågelperspektiv.

Hajdusámson är en ort i provinsen Hajdú-Bihar i nordöstra Ungern med 13 269 invånare (2019).
Det är sedan 1907 fyndplatsen för en bronsskatt från tidig ungersk bronsålder med bland annat ett tidigt fullgreppssvärd och flera skafthålsyxor. Orten har fått en svärdstyp uppkallad efter sig.